# Liga Sudamericana Femenina de Clubes de Básquetbol 2002
El Campeonato Sudamericano Femenino de Clubes de 2002 fue la decimocuarta de esta competencia que arrancó desde el 4 de marzo en diferentes sedes.
En esta edición nuevamente un club brasileño se alzaría con el trofeo, esta vez fue el club Vasco da Gama que derrotó en la final a Deportivo Maullín por 78-65 en Puerto Montt, Chile.

## Equipos participantes
| País             | Equipo                           | Vía de clasificación |
| ---------------- | -------------------------------- | -------------------- |
| Argentina 1 cupo | Obras Sanitarias                 |                      |
| Bolivia 1 cupo   | Economía                         |                      |
| Brasil 1 cupo    | Vasco Da Gama                    |                      |
| Chile 1 cupo     | Thomas Bota Maullín              |                      |
| Colombia 1 cupo  | Bogotá-Saludcoop                 |                      |
| Ecuador 1 cupo   | Sport Uruguay                    |                      |
| Paraguay 1 cupo  | Universidad Autónoma de Asunción |                      |
| Perú 1 cupo      | Regatas Lima                     |                      |
| Uruguay 1 cupo   | Malvín                           |                      |
| Venezuela 1 cupo | Diosas de Yaracuy                |                      |

## Fase de grupos
Dos sedes fueron elegidos para la Primera Fase. La ciudad de Guayaquil, Ecuador para el Grupo A y la ciudad de Oruro, Bolivia para el grupo B.

### Grupo A
| Pos. | Equipo            | Pts | PJ | PG | PP | PF  | PC  | Dif |
| ---- | ----------------- | --- | -- | -- | -- | --- | --- | --- |
| 1.   | Vasco Da Gama     | 8   | 4  | 4  | 0  | 351 | 195 | 156 |
| 2.   | Sport Uruguay     | 7   | 4  | 3  | 1  | 348 | 271 | +77 |
| 3.   | Cruz Blanca       | 5   | 4  | 1  | 3  | 237 | 293 | -56 |
| 4.   | Regatas Lima      | 5   | 4  | 1  | 3  | 225 | 306 | -81 |
| 5.   | Diosas de Yaracuy | 5   | 4  | 1  | 3  | 212 | 308 | -96 |

|  | Clasificado a la fase final. |
|  | Eliminados.                  |

Los horarios corresponden al huso horario de Guayaquil, UTC -5:00.
| 7 de marzo | Vasco Da Gama         | 90–47 | Regatas Lima | Guayaquil                            |
|            | Parciales: -, -, -, - |       |              |                                      |
|            |                       |       |              | Pabellón: Coliseo Abel Jimenez Parra |

| 7 de marzo | Sport Uruguay         | 80–69 | Cruz Blanca | Guayaquil                            |
|            | Parciales: -, -, -, - |       |             |                                      |
|            |                       |       |             | Pabellón: Coliseo Abel Jimenez Parra |

| 8 de marzo | Sport Uruguay         | 99–59 | Regatas Lima | Guayaquil                            |
|            | Parciales: -, -, -, - |       |              |                                      |
|            |                       |       |              | Pabellón: Coliseo Abel Jimenez Parra |

| 8 de marzo | Diosas de Yaracuy     | 65–64 | Cruz Blanca | Guayaquil                            |
|            | Parciales: -, -, -, - |       |             |                                      |
|            |                       |       |             | Pabellón: Coliseo Abel Jimenez Parra |

| 9 de marzo | Cruz Blanca           | 60–59 | Regatas Lima | Guayaquil                            |
|            | Parciales: -, -, -, - |       |              |                                      |
|            |                       |       |              | Pabellón: Coliseo Abel Jimenez Parra |

| 9 de marzo | Diosas de Yaracuy     | 27–92 | Vasco Da Gama | Guayaquil                            |
|            | Parciales: -, -, -, - |       |               |                                      |
|            |                       |       |               | Pabellón: Coliseo Abel Jimenez Parra |

| 10 de marzo | Sport Uruguay         | 92–63 | Diosas de Yaracuy | Guayaquil                            |
|             | Parciales: -, -, -, - |       |                   |                                      |
|             |                       |       |                   | Pabellón: Coliseo Abel Jimenez Parra |

| 10 de marzo | Vasco Da Gama         | 89–44 | Cruz Blanca | Guayaquil                            |
|             | Parciales: -, -, -, - |       |             |                                      |
|             |                       |       |             | Pabellón: Coliseo Abel Jimenez Parra |

| 11 de marzo | Regatas Lima          | 60–57 | Diosas de Yaracuy | Guayaquil                            |
|             | Parciales: -, -, -, - |       |                   |                                      |
|             |                       |       |                   | Pabellón: Coliseo Abel Jimenez Parra |

| 11 de marzo | Sport Uruguay         | 77–80 | Vasco Da Gama | Guayaquil                            |
|             | Parciales: -, -, -, - |       |               |                                      |
|             |                       |       |               | Pabellón: Coliseo Abel Jimenez Parra |

### Grupo B
| Pos. | Equipo           | Pts | PJ | PG | PP | PF  | PC  | Dif  |
| ---- | ---------------- | --- | -- | -- | -- | --- | --- | ---- |
| 1.   | Deportes Maullín | 8   | 4  | 4  | 0  | 359 | 256 | +103 |
| 2.   | Economía         | 7   | 4  | 3  | 1  | 379 | 292 | +87  |
| 3.   | Obras Sanitarias | 6   | 4  | 2  | 2  | 281 | 315 | -34  |
| 4.   | Malvin           | 5   | 4  | 1  | 3  | 273 | 302 | -29  |
| 5.   | U.A. de Asunción | 4   | 4  | 0  | 4  | 233 | 360 | -127 |

|  | Clasificado a la fase final. |
|  | Eliminados.                  |

Los horarios corresponden al huso horario de Oruro, UTC -4:00.
| 4 de marzo, 18:00 | Maullín               | 82–68 | U.A. de Asunción | Oruro                          |
|                   | Parciales: -, -, -, - |       |                  |                                |
|                   |                       |       |                  | Pabellón: Eduardo Leclere Polo |

| 4 de marzo, 20:00 | Economía              | 118–58 | Malvin | Oruro                          |
|                   | Parciales: -, -, -, - |        |        |                                |
|                   |                       |        |        | Pabellón: Eduardo Leclere Polo |

| 5 de marzo, 18:00 | Obras Sanitarias      | 66–64 | U.A. de Asunción | Oruro                          |
|                   | Parciales: -, -, -, - |       |                  |                                |
|                   |                       |       |                  | Pabellón: Eduardo Leclere Polo |

| 5 de marzo, 20:00 | Economía              | 71–89 | Maullín | Oruro                          |
|                   | Parciales: -, -, -, - |       |         |                                |
|                   |                       |       |         | Pabellón: Eduardo Leclere Polo |

| 6 de marzo, 18:00 | Maullín               | 94–63 | Obras Sanitarias | Oruro                          |
|                   | Parciales: -, -, -, - |       |                  |                                |
|                   |                       |       |                  | Pabellón: Eduardo Leclere Polo |

| 6 de marzo, 20:00 | U.A. de Asunción      | 73–62 | Malvin | Oruro                          |
|                   | Parciales: -, -, -, - |       |        |                                |
|                   |                       |       |        | Pabellón: Eduardo Leclere Polo |

| 7 de marzo, 18:00 | Malvín                | 59–75 | Obras Sanitarias | Oruro                          |
|                   | Parciales: -, -, -, - |       |                  |                                |
|                   |                       |       |                  | Pabellón: Eduardo Leclere Polo |

| 7 de marzo, 20:00 | Economía              | 92–68 | U.A. de Asunción | Oruro                          |
|                   | Parciales: -, -, -, - |       |                  |                                |
|                   |                       |       |                  | Pabellón: Eduardo Leclere Polo |

| 8 de marzo, 18:00 | Maullín               | 94–54 | Malvín | Oruro                          |
|                   | Parciales: -, -, -, - |       |        |                                |
|                   |                       |       |        | Pabellón: Eduardo Leclere Polo |

| 8 de marzo, 20:00 | Economía              | 98–77 | Obras Sanitarias | Oruro                          |
|                   | Parciales: -, -, -, - |       |                  |                                |
|                   |                       |       |                  | Pabellón: Eduardo Leclere Polo |

## Fase Final
La Fase Final se jugó desde el 21 de marzo.
Los clubes Vasco Da Gama de Brasil, Sport Uruguay de Ecuador por el Grupo A y Deportes Maullín de Chile junto con Economía de Bolivia por el grupo B clasificaron a la fase final del torneo.
| Pos. | Equipo           | Pts | PJ | PG | PP | PF  | PC  | Dif  |
| ---- | ---------------- | --- | -- | -- | -- | --- | --- | ---- |
| 1.   | Vasco Da Gama    | 6   | 3  | 3  | 0  | 307 | 202 | +105 |
| 2.   | Deportes Maullín | 5   | 3  | 2  | 1  | 231 | 214 | +17  |
| 3.   | Sport Uruguay    | 4   | 3  | 1  | 2  | 216 | 273 | -57  |
| 4.   | Economía         | 3   | 3  | 0  | 3  | 221 | 286 | -65  |

|  | Campeón.    |
|  | Eliminados. |

Los horarios corresponden al huso horario de Puerto Montt, UTC -3:00.
| 21 de marzo, 18:00 | Vasco Da Gama         | 120–75 | Economía | Puerto Montt                                       |
|                    | Parciales: -, -, -, - |        |          |                                                    |
|                    |                       |        |          | Pabellón: Gimnasio Municipal Mario Marchant Binder |

| 21 de marzo, 20:00 | Maullín               | 90–64 | Sport Uruguay | Puerto Montt                                       |
|                    | Parciales: -, -, -, - |       |               |                                                    |
|                    |                       |       |               | Pabellón: Gimnasio Municipal Mario Marchant Binder |

| 22 de marzo, 18:00 | Vasco Da Gama         | 109–62 | Sport Uruguay | Puerto Montt                                       |
|                    | Parciales: -, -, -, - |        |               |                                                    |
|                    |                       |        |               | Pabellón: Gimnasio Municipal Mario Marchant Binder |

| 22 de marzo, 20:00 | Maullín               | 76–72 | Economía | Puerto Montt                                       |
|                    | Parciales: -, -, -, - |       |          |                                                    |
|                    |                       |       |          | Pabellón: Gimnasio Municipal Mario Marchant Binder |

| 23 de marzo, 18:00 | Economía              | 74–90 | Sport Uruguay | Puerto Montt                                       |
|                    | Parciales: -, -, -, - |       |               |                                                    |
|                    |                       |       |               | Pabellón: Gimnasio Municipal Mario Marchant Binder |

| 23 de marzo, 20:00 | Maullín                                       | 65–78 | Vasco Da Gama | Puerto Montt                                       |
|                    | Parciales: 17 - 20, 18 - 27, 18 - 13, 12 - 18 |       |               |                                                    |
|                    |                                               |       |               | Pabellón: Gimnasio Municipal Mario Marchant Binder |

Vasco da Gama

Campeón

Primer título